# Peperomia gracilis
Peperomia gracilis är en pepparväxtart som beskrevs av Gustav Adolf Hugo Dahlstedt. Peperomia gracilis ingår i släktet peperomior, och familjen pepparväxter. Inga underarter finns listade i Catalogue of Life.